# Sissinghurst
Sissinghurst – wieś w Anglii, w hrabstwie Kent, w dystrykcie Tunbridge Wells. Leży 19 km na południe od miasta Maidstone i 66 km na południowy wschód od centrum Londynu.